# جلكى زاناندية
جلكى نهرية آسيوية (الاسم العلمي:Lampetra reissneri) هي نوع من الحيوانات المائية يتبع جنس جلكى لاحسة الحجر من فصيلة الجلكية.